# Phantom (Gerhart Hauptmann)

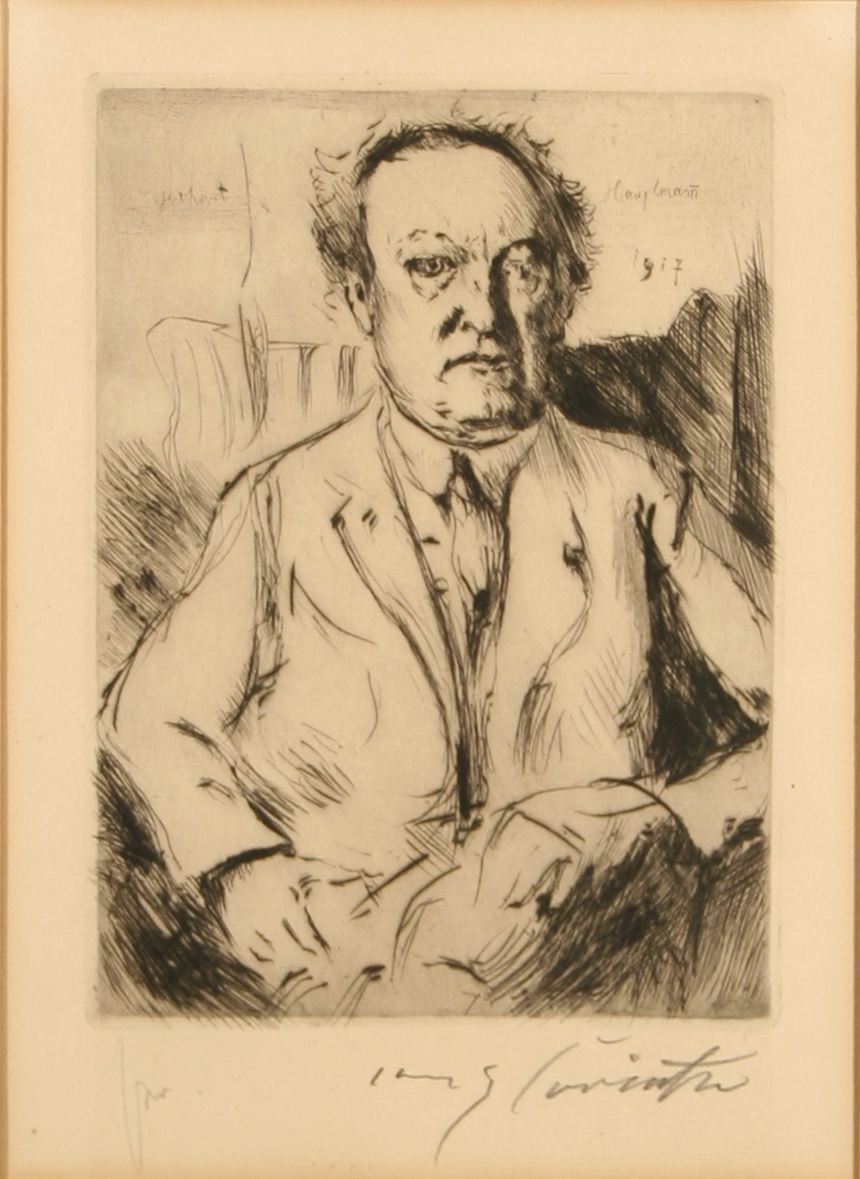
Gerhart Hauptmann. Zeichnung von Lovis Corinth (1917)

Phantom. Aufzeichnungen eines ehemaligen Sträflings sind der Titel und Untertitel eines 1915–1921 entstandenen und 1922 publizierten Romans von Gerhart Hauptmann. Die Hauptfigur Lorenz Lubota erzählt die Geschichte seiner Obsession. Durch die Faszination von einem Mädchen verstrickt er sich in kriminelle Handlungen. Die Verarbeitung seiner Zwangsvorstellungen bewirkt eine Wandlung seiner Persönlichkeit und führt ihn zu einem neuen Lebensstil.

## Überblick
Lorenz Lubota erzählt, wie er durch eine platonisch-erotische Obsession zunehmend den Bezug zur Realität verliert, sich in eine große Karriere hineinträumt und dadurch zum Betrüger wird. Auslöser der Tragödie des äußerlich unansehnlichen, hinkenden Magistratsschreibers ist die Liebe zu Veronika Harlan, einem schönen 13-jährigen Mädchen, das er zu seinem Idol erhebt. Um sie einmal heiraten zu können, muss er erfolgreich sein. Er konstruiert sich eine Zukunft als erfolgreicher, von der Gesellschaft anerkannter Dichter. Seine Tante Helene Schwabe, eine zwielichtige Pfandleiherin, überzeugt er mit seinen Aufstiegshoffnungen und Heiratsmöglichkeiten, und sie leiht ihm Geld für ein angemessenes Auftreten. Schwabes Liebhaber Wigottschinski nutzt ihre Schwäche für den Neffen aus. Er schlägt Lubota die Gründung einer Firma mit einem Anschubkredit seiner Tante vor. Diese geht darauf ein und Lorenz kündigt seine Stelle bei der Stadtverwaltung. Die Geschäftspartner versuchen jedoch nicht, ihr Modell umzusetzen, sondern geben das Geld für Vergnügungen aus. Beteiligt ist auch Lubotas Schwester Melanie, die als Prostituierte arbeitet. Wigottschinski ist ihr Zuhälter, und er stellt sie als Sekretärin der Scheinfirma ein. Lorenz steigert sich weiter in seine irreale Welt hinein. Er wirbt bei den Eltern um die Hand Veronikas, wird von diesen nicht ernst genommen und taktisch geschickt vertröstet. Er begegnet der Hetäre Melitta, die seinem Idol ähnlich sieht, und finanziert sie und ihre Mutter. Als das Geld der Tante ausgegeben ist, überredet er sie zu einem weiteren Kredit. Doch diese wird misstrauisch, bespricht sich mit einem Kriminalkommissar und verlangt Einblick in seine nicht vorhandenen Geschäftsbücher. Wigottschinski entwickelt daraufhin den Plan, die Pfandleiherin auszurauben, und rechtfertigt dies mit der Bestrafung der unmoralischen Wucherin. Er lenkt sie in einer Liebesnacht ab, während ein Einbrecher ihren Tresor ausräumt. Helene Schwabe bemerkt jedoch, durch die Haustürklingel aufgeweckt, den Raub und schreit um Hilfe. Wigottschinski erwürgt sie. Der Einbrecher flieht und übergibt, wie geplant, den Raub der Schmiere stehenden Melanie, die damit untertaucht. Der Mord wird entdeckt und der Kriminalkommissar lenkt die Ermittler auf die von ihm vermuteten Täter. Der Mörder Wigottschinski wird hingerichtet, Lubota erhält wegen Beihilfe eine sechsjährige Zuchthausstrafe.
Die Rahmenhandlung spielt nach Lubotas Entlassung. Er hat sich mit Hilfe zweier Freunde, des Buchbinders Starke und seiner Tochter Marie, von seinen Zwängen weitgehend befreit und lebt jetzt zufrieden und mit einer gedämpften Gefühlswelt in einem Dorf abseits der großen Gesellschaft. Er hat Marie geheiratet und sie und ihr Vater sind, auch finanziell durch ihr Krämerlädchen, die Stützen seines neuen Lebens. Als Therapie arbeitet er im Garten und schreibt den Roman über sein Leben.

## Inhalt
| → Inhalt |
| Der Erzähler Lorenz Lubota wohnt zusammen mit seiner Frau Marie und seinem achtzigjährigen Schwiegervater, dem Buchbinder Starke, in einem Dorf im Hirschberger Tal. Im von Starke gekauften Haus betreiben sie zusammen ein Krämerlädchen und bewirtschaften einen Obst- und Gemüsegarten. Lubota lebt in ländlicher Ruhe und Zufriedenheit. Marie versorgt ihn liebevoll mütterlich und nennt ihn Lenz. Er hat ein kleines Zimmer mit Blick auf den idyllischen Dorfbach und schreibt an einem Buch über sein Leben. Neben der Gartenarbeit dient dieses Romanprojekt, das von seiner Frau gefördert wird („Schreib doch […] Es kann ja möglicherweise ein Buch daraus werden“), der Therapie seiner Zwangsvorstellungen und soll seine Heilung stabilisieren. Es ist ein ambivalentes Vorhaben: Von seiner Flucht, nach einer sechsjährigen Zuchthausstrafe, aus Breslau aufs Land und seinen „Irrfahrten“ will er eigentlich nicht sprechen, und mit der Wiederbelebung seiner Erinnerungen könnte sein Heilungsprozess durchkreuzt werden. Denn er vermisst gelegentlich die frühere gefährliche Euphorie mit ihren Höhenflügen und Abstürzen: „Noch das eigene Leiden ist einem teurer als fremdes Glück, […] Ich will lieber mein Leben als dieses Erlebnis hergeben.“. Er hebt immer noch, vor Marie geheim gehalten, eine Fotografie seines Idols auf. Doch er verlegt inzwischen dieses Glücksgefühl als Perspektive ins Jenseits und er hat damit die Chance, sich vom „Banne der Erinnerungen freizumachen“. V. a. Starke zeigt als ehemaliger Okkultist Verständnis für ihn, denn er glaubt an den Einfluss von Dämonen, die ihn auf den schlechten Weg gebracht haben und von denen er sich durch das Aufschreiben lösen kann. Lubota verfolgt seine Krankheit in die Zeit seiner Kindheit in Breslau zurück: Er ist schon als Kind kränklich und bricht sich bei einem Treppensturz ein Bein, das sich durch falsche Behandlung verkürzt. Seither hinkt er, meidet die Öffentlichkeit und entwickelt sich zum Einzelgänger. Mit 23 Jahren wird er lungenkrank. Auch seine Familiensituation ist schwierig. Sein Vater wird als Zollkontrolleur der Schnapsbrennereien zum Alkoholiker und seine Mutter muss immer wieder die Fehlbeträge in seiner Kasse ersetzen und bei ihrer Schwester Helene Schwabe, einer Pfandleiherin, um Geld betteln. Nachdem der Vater an einem Schlaganfall gestorben ist, wird Lorenz die Hauptstütze der Mutter. Er überlässt ihr sein Einkommen als Schreiber bei einem Rechtsanwalt, während seine Geschwister ihrer eigenen Wege gehen: Seine Schwester Melanie kauft sich mit 17 Jahren aufwändige Flitter-Kleidung, die ihren Lohn als Blumenbinderin weit übersteigt, verlässt die Familie und wird Prostituierte. Sein Bruder Hugo konzentriert sich auf die Kunstmalerei und vertritt die These, ohne Kunst komme man nicht ins Jenseits. Diesen Idealismus überträgt Lorenz auf sein überhöhtes Bild einer geliebten Frau. Weil er die Hausaufgaben seiner Geschwister geduldig kontrolliert, bringt ihn seine Mutter auf die Idee, Lehrer zu werden. Der 26-Jährige kauft sich Bücher und bereitet sich neben seiner Arbeit auf das Mittelschullehrerexamen vor. Durch sein Interesse an Literatur lernt er die gleichaltrige Marie Starke kennen, als sie ihm den von ihrem Vater frisch gebundenen Uhland bringt. Durch ihre natürliche, offene, unbefangene Art verliert er ihr gegenüber seine Befangenheit vor Frauen, und sie entdecken ihre ähnlichen Situationen: er als Versorger der Mutter, sie als Haushälterin ihres Vaters. Beide sind vereinsamte Menschen und haben nicht vor zu heiraten. So entwickelt sich zwischen ihnen eine kameradschaftliche Freundschaft. Im Buchbinder findet Lorenz einen Vaterersatz. Starke liest seine Gedichte, sieht in ihm ein literarisches Genie und prophezeit ihm eine große Zukunft. Einerseits stärkt dies sein Selbstbewusstsein, andererseits schmeichelt es seiner Eitelkeit. Er steigert sich in den Gedanken vom Dichterruhm hinein und verbindet dies mit anderen Phantasien. Marie und ihr Vater ahnen Lorenz‘ Schwierigkeiten und werden für ihn zu treuen Kameraden und Stützen in schwerer Zeit. Nach der Krise helfen sie ihm beim Aufbau eines neuen, in der Rahmenhandlung beschriebenen Lebens. Starke liefert ihm auch ein Erklärungsmodell für seinen Absturz und schlägt ihm ein Hilfsprogramm vor: Die Besessenheit von bösen Dämonen und die Möglichkeit, sich durch literarische Verarbeitung in einer ländlichen Umgebung mit Hilfe von Freunden davon zu befreien. Parallel dazu, vor dem Hintergrund dieser Freundschaft, spielt sich Lubotas Tragödie ab, die mit zwei Schlüsselerlebnissen beginnt. Lorenz ist inzwischen 28 Jahre alt und Magistratsschreiber. Am 28. Mai 1900 erblickt er auf dem Breslauer Rathaus-Platz an der „Staupsäule“, dem ehemaligen Pranger, sein Ur-Schönheitsbild, ein Gnadenbild „Jungfrau, Mutter, Königin“. Wie er später erfährt, ist der „Engel“ die 13-jährige Eisenhändlerstochter Veronika Harlan. Seitdem ergreift ihn die Macht der Schönheit. Im Rückblick erklärt er diese Obsession als physisch-psychische Krankheit mit göttlich-teuflischen Komponenten, die sich in seinen Alltag ausdehnt und in seine Seele eindringt, so dass ihn sogar die ärmliche Einrichtung der mütterlichen Wohnung ekelt: „Wie soll man in einer Welt leben, in der einem alles und alles gleichgültig oder zum Ekel ist?“ Lubota versucht sich dem Idealbild zu nähern und es zu erfassen. Er denkt, mit dem Herausfinden des Namens oder einem Bild des Mädchens könnte er einen Teil von ihr besitzen und damit Licht, Luft, Musik, Quellwasser, Brot: „Alles dieses konnte mir nur durch die Gnade meines unumgänglichen Mediums in Gnaden bewilligt werden. Mein Zustand war bejammernswert.“ Diese Worte kommen ihm nach Ende seiner Krise „verstiegen“ vor. „Der brennenden Süchtigkeit aller meiner Sinne, sich an der Gegenwart des Mädchens zu sättigen und lebendig zu machen, setzte ich immer neu den Versuch entgegen, ihre krankhaften Triebe auf andere Weise zu löschen.“ Die Verwirrung und Zerrüttung seines Inneren ängstigt ihn und führt zu Flucht- und Selbstmordgedanken und dem Rückzug in sich, und er beginnt, Gedichte zu schreiben, die sein Mentor Starke bei einer illustrierten Münchener Wochenschrift zur Veröffentlichung einreicht. Der 13. Juli ist ein weiteres Schlüsseldatum. Er hat bisher täglich den Rathausplatz beobachtet und auf eine Begegnung mit dem Mädchen gewartet. Jetzt sieht er sie in einer Kutsche vorbeifahren. Besinnungslos verfolgt er sie zum Harlanschen Haus. Erst als die Hausdiener und der Kutscher ihn aus dem Hof hinauswerfen, wird ihm das Geschehene bewusst. Er irrt, wie von einem Dämon getrieben, den ganzen Tag und die Nacht durch die Stadt, hat Halluzinationen und kehrt krank in seine Wohnung zurück. Seine Besessenheit wird zu einem späteren Zeitpunkt von seinem Kompagnon Wigottschinski ausgenutzt. Dieser erzählt ihm, Veronika habe sich verlobt und er müsse aktiv werden und sich beim Vater bewerben. Lorenz schreibt einen Brief an Emmo Harlan, der nicht beantwortet wird. Darauf fährt er mit einer Droschke zum Haus der Familie, meldet sich als Dr. Lubota an, wird für den zukünftigen Hauslehrer gehalten und von der Mutter empfangen. Ihr spielt er, wie in einer Theaterrolle, die von ihm erfundene Figur mit großer Zukunft vor und wirbt um die Hand der Tochter. Lorenz analysiert im Rückblick die Situation: Frau Harlan schätzt ihn als Irren ein und widerspricht ihm nicht. Sie ruft ihren Mann und zwinkert ihm zu. Dieser geht scheinbar auf seine Werbung ein, schiebt aber wegen des Alters der Tochter die Entscheidung auf und komplimentiert ihn hinaus. Auch in der weiteren Handlung gelangt der Erzähler nicht in Veronikas Nähe. Einmal verfolgt er ihren Schlitten, einige Male sieht er sie aus der Entfernung. Durch die Steigerung seines Realitätsverlusts und sein Abrutschen in kriminelle Kreise wird die Leidenschaft für Veronika auf eine andere Figur, die Kurtisane Melitta, übertragen und profaniert. In den nächsten Wochen scheint Lubota sich zu erholen, aber durch Starkes Lob seines Genies kommt er sich schon wie ein gefeierter Dichter vor und kauft sich auf Kredit in einem Kleidergeschäft einen teuren Anzug. Er verschuldet sich und sucht Hilfe bei seiner Tante, der Pfandleiherin Schwabe. Sie ist eine zwielichtige Person, die durch ihre geschäftlichen Beziehungen mit Existenzen aller Art, auch kriminellen Figuren, in Berührung kommt. Während sie die Kunden kritisch einschätzt und deren finanzielle Not gewissenlos ausnutzt, hat sie eine Schwäche für ihren Neffen. Als er in dem teuren, ergaunerten Anzug bei ihr erscheint und ihr vom kommenden Ruhm vorschwärmt, glaubt sie ihm bedenkenlos. Lorenz breitet seine Phantasien vor ihr aus: Aus dem Buchbinder wird ein Dr. Starke, der gerade einen Artikel über ihn scheibe und für ihn die Heirat mit einem reichen Mädchen einfädele. Die Braut und ihre Eltern seien von ihm, dem jungen Dichter, begeistert. Tante Helene gibt ihm, damit er seiner Begabung entsprechend auftreten kann, einen Tausendmarkschein. Auch nach der Ablehnung der Veröffentlichung seiner Werke hält sein übersteigertes Selbstbewusstsein an. Durch Helene Schwabe lernt Lorenz ihren Gelegenheitsliebhaber Wigottschinski kennen, der in ihm den Erben seiner Tante vermutet und ihn für seine kriminellen Strategien einsetzen möchte. Wigottschinski sucht seine Freundschaft und spielt ihm den Weltmann vor, erzählt ihm von seinen Reisen durch Europa und seinen Orgien in öffentlichen Häusern. Lorenz erzählt dem neuen Freund von seiner Leidenschaft. Dieser unterstützt ihn bei seinen Höhenflügen und bringt ihn auf die Idee, die Eltern des Mädchens mit viel Geld zu beeindrucken. Dafür schlägt er ihm die Gründung einer Firma vor, die mit aufwändiger Reklame Kunden für ihre Produkte wirbt und diese mit Vorkasse bezahlen lässt. Lorenz solle seinen Einfluss bei der Tante nutzen, damit sie das Startkapital vorschießt. Der Plan gelingt. Auch hier lebt er in zwei Welten: einerseits spielt er der Tante eine selbst geglaubte Theaternummer vor, andererseits weiß er, dass er sie betrügt und ihr Vertrauen ausnutzt. Im Rückblick analysiert er die Gutgläubigkeit der ansonsten hart mit ihren Kunden verhandelnden Pfandleiherin. Er vermutet, dass sie ein schlechtes Gewissen wegen ihrer betrügerischen Geldgeschäfte und ihres gesellschaftlichen Absturzes hat. Beides kompensiere sie mit ihrer Großzügigkeit. Andererseits hat sie Hoffnung auf seinen Erfolg und seine reiche Heirat in die gehobene Schicht hinein, wovon sie profitieren könnte. Lubotas Verstrickung in Wigottschinskis Machenschaften verstärkt sich, als er bei einem Barbesuch seine Schwester Melanie als Prostituierte trifft und entdeckt, dass Wigottschinski ihr Freund und Zuhälter ist. Lorenz fühlt sich als Beschützer der Schwester und will sie aus dem Milieu befreien. Obwohl er die Realität erlebt, verdrängt er die Wahrheit und lässt sich von Melanie und Wigottschinski täuschen. Die beiden spielen ihm eine Verlobung und eine künftige bürgerliche Ehe vor und er nimmt Melanie als Bürokraft in sein neues Geschäft auf. Er kündigt seine Stelle beim Magistrat, doch statt die geplante Firma aufzubauen, verprassen die Drei das Geld der Tante in teuren Restaurants. Lubota kann sich, trotz gelegentlicher Bedenken, nicht mehr aus den Zwängen lösen und muss traumatisch seine Rolle weiterspielen. Nach dem Besuch bei der Familie Harlan geht er in das vornehme Feinschmecker-Restaurant von Hansen, tritt als reicher Herr auf, genießt den „Luxus der vornehmen Welt“ und bestellt die „ausgesuchten Genüsse“. Am Nebentisch sitzt Melitta mit der „sogenannten Baronin“. Sie erinnert ihn wegen ihres offenen blonden Haares und der kindlichen Gesichtszüge an Veronika. Die beiden Tischnachbarinnen sind auf der Suche nach einem reichen Geldgeber, der eine junge Hetäre sucht, und nehmen über ihr Hündchen Kontakt mit ihm auf. Er geht darauf ein, bezahlt ihre Rechnung und begleitet sie in ihre Wohnung. Noch in derselben Nacht wird er mit Melitta intim und quartiert sich bei ihr ein. Obwohl er bei seinem Rückblick weiß, dass „das süße und höchst verderbte Geschöpf“, das „in den Künsten der Liebe […] [s]eine erste Lehrmeisterin“ wird, eine erfahrene Prostituierte mit „perverse[n] Neigungen“ ist und dass die beiden Frauen ihn ausgenommen haben, scheint er auch nach seiner immer wieder betonten Heilung noch daran zu glauben, dass Melitta eine wirkliche Neigung für ihn hatte. Er charakterisiert sie als Doppelwesen: „[Ä]ußerlich ein kindischer Backfisch, innerlich von unbeugsamer, männlicher Selbständigkeit“. Sie habe ihm versichert, „[n]ie werde sie sich […] das Recht auf Liebe verkümmern lassen“ und nie würde sie sich mit „einem dieser puppigen und geschniegelten Leibkürassieroffiziere einlassen […] wogegen ein alter, hässlicher wohl auch unsauberer Kerl ihr einen starken Eindruck“ mache. Bei Melitta findet er auch Trost für seine unglückliche Liebe zu Veronika: In ihrer Umarmung „beglückt[-] und peinigt[-]“ ihn der „Wahn […] dass sie nämlich irgendwie ein Gruß, ein Teil, eine mystische Beauftragte von Veronika sei.“ Aber er hat „Veronika in [s]einem Herzen um diese Zeit bereits wie eine schöne Leiche aufgebahrt“ und sich eigentlich der Lichtgestalt nicht mehr würdig erachtet, obwohl er in seinen Träumen an seinem Ideal festhält. Die Verantwortung für die finanzielle Seite der Beziehung schiebt Lorenz der „Baronin“ zu, da sie über die Bedingungen seiner Übernachtungen mit ihm ganz offen verhandelt hat: „Sie müsse leben, müsse für ihre Tochter sorgen, an die Zukunft denken, und überdies - umsonst sei der Tod“. Durch die Ausschweifungen schmilzt das geliehene Kapital schnell zusammen. Lorenz bemerkt zwar, dass Wigottschinski ein Betrüger ist und seine Schwester nicht in eine bürgerliche Beziehung führen will, sondern sie mit Gewalt zu einer ihm vollkommen ergebenen, willenlosen Prostituierten gemacht hat. Doch er zieht daraus keine Konsequenzen, sondern berät mit den beiden, wie sie die Tante zu weiteren Zahlungen bewegen können. Sie versuchen es noch einmal mit ihrer alten Methode: Lorenz versichert der Tante, es habe Startprobleme gegeben, sie brauchten einen neuen Übergangskredit. Dieser diene aber nur als Bürgschaft für die Bank, um ihr Geschäft, seine Dichterkarriere und die Einheirat in die Familie der Baronin zu finanzieren. Sie geht wieder darauf ein und vertraut ihm noch einmal. Doch auch dieses Geld ist bald ausgegeben. Inzwischen ist Helene Schwabe misstrauisch geworden und hat sich einem Kriminalkommissar anvertraut. Dieser warnt sie, und sie lädt Lorenz zu einem Gespräch vor, beschuldigt ihn, ein „gemeiner Lumpenhund“ zu sein und fordert bis zu einem bestimmten Zeitpunkt Einsicht in seine Geschäftsbücher. Er spielt den Gekränkten und tritt weiterhin großspurig auf. Als der Termin näher rückt, entwickelt Wigottschinski den Plan, Helene Schwabe auszurauben, und liefert zugleich die moralische Rechtfertigung dafür: Die Schwabe sei eine „Wucherin“, eine „Hyäne“, die arme Menschen ausnutze, und müsse bestraft werden. Für die Tat, an der Lorenz nicht direkt beteiligt ist, engagiert er einen professionellen Einbrecher, einen „Schränker“. Melanie steht vor dem Haus Schmiere und lenkt Bewohner, die an der Tür klingeln wollen, mit den Mitteln einer Prostituierten ab. Während Wigottschinski mit der Pfandleiherin schläft, bricht sein Kompagnon den Tresor im Salon auf. Doch der Plan misslingt: Während Melanie einen Briefträger abfängt und verführt, klingelt ein Telegrammbote und Helene Schwabe wacht auf. Sie hört Geräusche im Nebenraum, überrascht den Einbrecher und schreit. Wigottschinski fürchtet die Alarmierung der Nachbarn und erdrosselt sie. Der Einbrecher flieht aus der Wohnung und übergibt Melanie, wie geplant, das Geld. Diese verschwindet damit und taucht unter. Nach Jahren erhält Lubota von ihr einen Brief aus Brasilien. Die Tat wird entdeckt und steht am nächsten Tag in der Zeitung. Marie ahnt die Zusammenhänge und eilt zu Lorenz, der krank im Bett liegt und eine schlaflose Nacht hinter sich hat, um ihm ihre Hilfe für die kommende schwere Zeit zu versprechen. Der mit der Tante befreundete Kriminalkommissar lenkt den Verdacht auf Lubota. Er wird verhaftet und zum Verhör an den Tatort gefahren. Sein Weg führt an den Gebäuden seiner letzten Jahre vorbei: an den Wohnungen Harlans und Melittas und am Rathaus mit der Staupsäule davor. Er ist froh über die Verhaftung, denn er sieht den Gerichtsprozess als Chance, sich von seinen Zwängen zu befreien, und macht eine umfassende Aussage. Wigottschinski wird zum Tod verurteilt und hingerichtet. Lubota muss als Mitwisser für sechs Jahre und vier Monate ins Zuchthaus. Nach seiner Entlassung zieht Lorenz eine positive Bilanz. Er ist als kranker Mensch in die Krise hinein- und gereift aus ihr herausgetreten. Er sieht den Einschnitt, den Mord an der Tante, als Erleuchtung über die „groben Täuschungen“, denen [er] zum Opfer gefallen [ist]“. Hinter „dichten Eisenstäben, [s]einer Freiheit von Menschen beraubt“, hatte [er] „in einem inneren Sinne Freiheit“ erlangt, Er „hatte Stricke und Banden schwerer Irrtümer abgeworfen.“ Er befreit sich auch vom Urteil der Menschen über ihn als Zuchthäusler und fragt sich, ob die Tante, die „das Elend anderer Menschen systematisch ausgebeutet“ hat, nicht mit ähnlicher Schuld belastet ist wie ihr Mörder, dem sie sich mit „Unzucht […] in die Arme […] gelegt [hat]“. Lorenz weitet diese Frage aus auf die Gesellschaft: „Haben nicht fast alle Menschen irgendeine geheime Sünde, ein geheimes Vergehen zu verschweigen […] Und was geschieht nicht alles, auch von Gerichten […] wodurch über Glück oder Unglück, Sein oder Nichtsein von schuldlosen Menschen entschieden wird!“ So geht er aus dem Gerichtsraum „zwar zerknirscht, aber andererseits auch mit einer seltsam erhobenen Seele hervor“: „Ich war gleichsam über mich selbst erhoben. Es war mir klar, dass ich, sofern ich meine gewonnene Einsicht recht benützte, wenig verlieren, wohl aber den wahren Gewinn des Lebens einstreichen könne: die Kraft, sich über das Dasein zu erheben. Eine Kraft, die mit der zu entsagen gleichbedeutend ist.“ Er sieht sich jetzt nach seiner Einzelhaft „im Einklang mit [s]einem Fall, akzeptiert alles so, wie es geschehen ist: „Ich bin nicht ein »Oh-wäre-ich-doch-nicht«, »Oh-hätte-ich-doch-nicht«. Ich bin ein Seiender, bin ein Lebendiger. Das Leben ist zu groß, um es wohl gar restlos in das bürgerliche Kramlädchen und Hinterstübchen zu verstauen.“ Er erlebt und genießt die Natur, die Tage und Nächte, die Jahreszeiten, den Wetterwechsel. Auch der Abstand von der Gesellschaft und die Einsamkeit stören ihn nicht: „Welcher Mensch ist letzten Endes nicht ganz allein? Und ist mein Bewusstsein nicht grenzenlos? Und sollte ich mich unter das Menschliche stellen, unter irgendeinen Menschen, der lebt, da ich mich doch jeden Tag, jede Nacht voll Inbrunst an das Göttliche andränge?“ In seinem Roman hat Lubota sich, und andere, entblößt. Deshalb will er ihn verschließen und ihn auch nicht Marie und ihrem Vater zu lesen geben, um sie nicht dem Blick anderer auszusetzen und sie nicht zu verletzen. Denn ihrer Liebe verdankt er seine Wandlung und sein neues Leben. |

## Rezeption
Die Rezeption von Hauptmanns „Phantom“ stand lange Zeit unter dem Eindruck der Kritik des Fischer-Buchverlegers, der Autor sei durch den in neun Folgen in einer Illustrierten erschienenen Roman in die Kategorie der Unterhaltungsschriftsteller gerückt worden und dies habe die Buchveröffentlichung literarisch entwertet. Diese Einordnung des „Phantom“ als Belletristik mit Kriminalhandlung, Beichte und Sittenbild verstärkte sich noch dadurch, dass die Endfassung erst unmittelbar nach dem Entwurf zum Murnau-Film (1922) geschrieben wurde und sich an der Szenenfolge des Exposés orientierte.
Lauterbach weist in seinem Nachwort auf die unterschiedliche Rezeption des Autors in der Bundesrepublik und der DDR hin: Einerseits die Betonung der Bindung Hauptmanns an das 19. Jh. und seine Charakterisierung als orientierungsloser Repräsentant des bürgerlichen Geistes, andererseits seine Kritik der preußisch-deutschen Gesellschaft und seine Prophezeiung ihres Zusammenbruchs.
Zu einer Neubewertung des „Phantom“ kam es durch die Untersuchung des autobiographischen Hintergrundes mit der Akzentuierung der Zivilisationskritik. Lauterbach greift in seiner Analyse Äußerungen Hauptmanns gegen das Großbürgertum und die Justiz auf: Der Autor kannte Breslau, auch die Dekadenz-Gesellschaft im Nachtlokal und der Weinstube Hansen, das Verbrecher- und Dirnenmilieu. Deren authentische Schilderung trauten viele Rezensenten Hauptmann nicht zu. Lauterbach hinterfragt dieses Urteil: „Liegt es daran, dass die Schriftsteller seither robuster mit ihren Lesern umgehen? Vielleicht ist die als Konfession getarnte psychologische Studie von dem tb-gefährdeten, hinkenden, pickeligen Schreiber, der das Augenmaß für seine Möglichkeiten verliert in einer Welt, die dem Schein vor dem Sein den Vorrang gibt, erst heute entsprechend zu würdigen.“
Als Schlüssel für das Verständnis des Romans dient Lauterbach die Biographie des jungen Hauptmann. „Phantom“ sei eine Rückbesinnung auf die Zeit, die der Autor bei der Verfassung des Romans hinter sich gelassen hat. In die Kriminalhandlung eingebracht habe er erstens die „Gefährdung während der Breslauer Studienjahre“, die im Gegensatz zur Fiktion durch Hauptmanns erste Ehefrau Marie Hauptmann unterbrochen worden war. Zweitens habe er seine Erfahrungen mit Frauen verarbeitet: Er verlobte sich 1861 heimlich mit der wohlhabenden 21-jährigen Kaufmannstochter Marie Thienemann, die ihn finanzierte. Während ihrer Ehe begann er 1893 eine Beziehung mit der 18-jährigen Schauspielerin Margarete Marschalk, die bei ihrer ersten Begegnung 14 Jahre alt war. Die Situation wiederholte sich 1805, als er mit Margarete in zweiter Ehe verheiratet war und die 16-jährigen Schauspielerin Ida Orloff seine Geliebte wurde.
Wie in anderen literarischen Werken, z. B. Atlantis, verarbeitete der Autor offenbar diese Krisensituationen auch im „Phantom“ an literarischen Kontrastfiguren: Die Beschreibung Ida Orloffs in Hauptmanns Tagebuch wird sowohl für Veronika („Kinderköpfchen“) als auch für Melitta eingesetzt. Dabei spaltet der Autor seine Faszination von Mädchenfrauen auf in eine platonische (Veronika) und sexuelle Liebe (Melitta). Nach Lauterbach machte der junge Hauptmann die bestürzende Erfahrung, dass die „»Jungfrau immaculata«, dieses betörende reine Kind, diese Heilige sich als ein Wesen ganz anderer Art entpuppte, als ein von seinen Trieben beherrschter »gefallener Engel«, der »keinem Manne, alt oder jung, arm oder reich, zerlumpt oder geschniegelt, dumm oder genial, wenn er nur winkt, widerstehen konnte« […] Als könnte er es nicht verwinden, dass er bei der ersten Begegnung Reinheit, Keuschheit, Unschuld und Einfalt auf diesen Lolita-gleichen Teenager, diese fragile Lilith projiziert hatte, machte er immer neue und immer verzweifeltere Anstrengungen zu ihrer oder seiner Errettung. »Sie sei mir wie eine liebe Verstorbene« schrieb er in sein Tagebuch und bahrte »die kleine, süße Tote« in seinem Innern auf. Das gleiche Bild erscheint wiederholt im Romanwerk, […] [D]ie äußere Trennung bedeutet [jedoch] längst noch nicht die innere Befreiung. […] Was die Realität den Menschen gelehrt hat, will der Dichter nicht wahrhaben.“
Im „Phantom“ gewinnt die Madonna mit Veronika reales Leben, wird aber durch die Minderjährigkeit unerreichbar. Lubota ändert sein Leben, um das Unmögliche möglich zu machen, doch scheitert er und lebt in einer Art Kompromiss. In den Vorstudien zu „Phantom“ (1908) hat, nach Lauterbach, der Autor die entsprechenden, auf Ida Orloff bezogenen Tagebuchstellen aus den Jahren 1905/06 für die Substitution des Idols, den Zwang zur Aufspaltung eines Temperaments, das ihm als Einheit unfasslich blieb, vermerkt. Die Heilung von dem sinnlichen Fluidum und der zerstörerischen Sexualität Melittas erreicht er nur durch die mütterliche Komplementärfigur der Marie Starke, die schon vom Äußeren her an die junge Marie Thienemann erinnert und die Lubota Halt und Schutz im „Glück natürlicher Kameradschaftlichkeit“ bietet.
Lauterbach setzt wegen Lubotas Überlagerung der Realität durch halluzinatorische Vorstellungen Hauptmanns Roman in Beziehung zu Dostojewskijs Raskolnikow und zu Büchners „Lenz“, auf den die Benennung des Protagonisten durch Marie und ihren Vater hinweist.
Eine Entsprechung der Ambivalenz des Protagonisten sieht Lauterbach in der Sprache Hauptmanns: „Seine Prosa entspricht dem Vorgang, die Vortragsart reproduziert das Ambiente des voltigierenden Kleinbürgers, Satzbau und Wortwahl vermitteln die Schwüle des Milieus. Die Sprache hat nicht nur eine handlungsstützende Funktion, sie entlarvt auch die Diskrepanz zwischen den Fakten und ihrer Vermittlung durch den Erzähler: Lubota beteuert zu häufig seine Umkehr, als dass man ihm Glauben schenken könnte […] Es scheint nur so, als sei dies seine Rettung. […] Es ist dieser Hin und Her, das der Figur ihren eigenwertigen Umriss verschafft: das Verlangen nach einer Neuverankerung in der Bürgerlichkeit einerseits und die in den Wahn ausufernden Hirngespinste andererseits, die richtige Selbsteinschätzung und die Selbsttäuschung, die Büßerattitüde und die Großmannssucht.“

## Adaption
Phantom (1922): deutscher Stummfilm von Friedrich Wilhelm Murnau aus dem Jahr 1922